# Molly Maguires
Molly Maguires fue una sociedad secreta irlandesa del siglo XIX activa en Irlanda, Liverpool (Inglaterra) Reino Unido y en algunas áreas del noreste de Estados Unidos. Fundamentalmente entre sus activistas se encontraban mineros del carbón e inmigrantes irlandeses en Pensilvania. Tras numerosos incidentes violentos, veinte de ellos fueros condenados a la horca en 1877 y 1878.

## En Irlanda
Molly Maguires tiene su origen en Reino Unido de Gran Bretaña e Irlanda, junto a una serie de sociedades secretas que se enfrentaban a las condiciones de vida miserables que los agricultores sufrían en una Irlanda de carácter casi feudal. La resistencia agraria suponía, por ejemplo, la destrucción de vallado, el arado nocturno de las tierras de cultivo que se habían convertido en pastizales y el sacrificio, la mutilación o la expulsión del ganado.
El 7 de julio de 1845, se publicó en Freeman's Journal el "Discurso de 'Molly Maguire' a sus hijos" ("Address of 'Molly Maguire' to her children"), que contenía 12 reglas básicas. La persona que realizaba el discurso decía ser "Molly Maguire" de Maguire's Grove en la parroquia de Cloone, condado de Leitrim. Las reglas aconsejaban a Mollies sobre cómo deberían comportarse en disputas por la tierra, tratándose de un intento de dirigir las actividades del movimiento. Las reglas eran las siguientes: 
1. Cumple estrictamente con la cuestión de la tierra, al no permitir que el propietario supere el valor razonable de su tenencia (arrendamiento).
2. No se paga renta hasta la cosecha.
3. Ni siquiera entonces sin una reducción, donde la tierra es demasiado alta.
4. No hay que socavar a los inquilinos, ni pagar los honorarios del alguacil.
5. No hay salida de inquilinos (por terminación del arrendamiento), a menos que se deban dos años de alquiler antes de la expulsión.
6. Ayuda con el máximo esfuerzo al buen propietario a obtener sus alquileres.
7. Aprecia y respeta al buen propietario, y al buen agente.
8. Evita viajar por la noche.
9. No tomes armas de día ni de noche de ningún hombre, ya que de tales actos surge una suerte de desgracia, pues confío en que tienes más armas de las que nunca necesitarás.
10. Evita entrar en contacto con el ejército o la policía; sólo hacen lo que no pueden evitar.
11. Por mi bien, entonces, no hay distinción de ningún hombre, a causa de su religión; únicamente sus actos debes observar.
12. Que lo pasado sea pasado, a menos que sea en un caso flagrante; pero ten cuidado con el tiempo por venir.[3]

## En la cultura popular
Esta sociedad secreta irlandesa ha dado lugar a diferentes obras en distintos medios:
- Los conspiradores (The Molly Maguires); film de 1970, dirigido por Martin Ritt, con Sean Connery en el rol de  "Black Jack" Kehoe.
- El valle del terror (The Valley of Fear); novela de 1915 de Arthur Conan Doyle que tiene como protagonista a Sherlock Holmes.
- Antracita (Antracite); novela editada en 2003 escrita por Valerio Evangelisti.